# Neuer jüdischer Friedhof (Hochstätten)
Der Neue jüdische Friedhof Hochstätten ist ein Friedhof in der Ortsgemeinde Hochstätten im Landkreis Bad Kreuznach in Rheinland-Pfalz. 
Der neue jüdische Friedhof liegt an der rechten äußeren Seite innerhalb des christlichen Friedhofs – ohne Abgrenzung unmittelbar neben den christlichen Gräbern – am nordwestlichen Ortsrand in der Flur „Am Feilerpfad“.
Auf dem Friedhof, der 1912 angelegt und von 1912 bis zum Jahr 1935 belegt wurde, sind zwölf Grabstätten mit sieben lesbaren Grabsteinen erhalten. 